# Craquelê

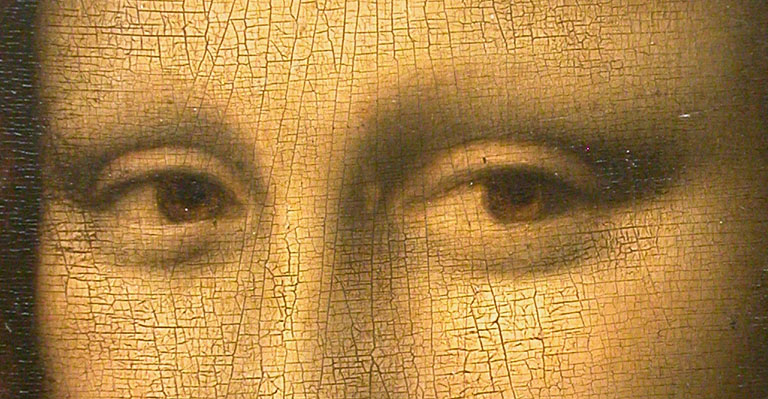
Craquelê na Mona Lisa.

O Craquelê descreve as pequenas fendas que se formam no esmalte, verniz ou na capa superficial das pinturas a óleo.
Pode-se distinguir entre craquelês prematuros e mais antigos. Os craquelês prematuros (também denominados fissuras) produzem-se pela secagem da capa pictórica. Durante a secagem, devido a processos químicos como a oxidação, produzem-se efeitos físicos na capa pictórica, e só nela, que podem chegar até a capa de preparação, mas sem atravessá-la. Já os craquelês mais antigos são produzidos pelo envelhecimento da capa do quadro devido a agentes mecânicos, gerando fendas na capa do quadro, que abrangem a capa pictórica e a capa de preparação, atingindo até mesmo o suporte da obra.

## Técnica decorativa
O craquelê também pode ser fomentado intencionalmente por molde a fim de obter uma determinada textura ou padrão irregular sobre uma superfície.
Normalmente, este tipo de técnica figura no âmbito da cerâmica, por exemplo na cerâmica do estilo Ge ware, embora também a haja em superfícies têxteis – como acontece por vezes no batique, quando se quebra intencionalmente a cera ainda durante o processo de tingir o tecido para que parte da tinta se infiltre por entre as fendas.  
E ainda no campo da pintura há também o craquelê acrílico, que muitas vezes procura recriar o efeito visual do craquelê recorrendo à mistura de diferentes tipos de acrílicos e reagentes químicos.